# Telesphoros (Antigonide)
Telesphoros (altgriechisch Τελέσφορος Telésphoros; † nach 312 v. Chr.) war ein makedonischer Feldherr in der Zeit der Diadochenkriege. Er war ein Neffe des Diadochenherrschers Antigonos Monophthalmos.
Während des dritten Diadochenkrieges wurde Telesphoros zu Beginn des Jahres 313 v. Chr. von seinem Onkel an die Spitze eines Heeres befohlen, mit dem er auf fünfzig Schiffen von Asien auf den Peloponnes übersetzte, zum Kampf gegen Kassander. Es gelang ihm, dem Gegner mehrere Städte zu nehmen, lediglich Sikyon und Korinth ließ er unangetastet, vermutlich aus Rücksichtnahme zu dem mit Antigonos verbündeten Polyperchon, dessen Schwiegertochter Kratesipolis in diesen Städten herrschte. Anschließend beteiligte sich Telesphoros mit zwanzig Schiffen, im Verbund mit Medios von Larissa, an einer Seeschlacht gegen Kassander vor Oreos (Euböa).
Während des Jahreswechsels auf 312 v. Chr. sagte sich Telesphoros von seinem Onkel los, weil er sich von seinem Cousin Ptolemaios zurückgesetzt fühlte, der ausgestattet mit einer großen Heeres- und Flottenmacht in Hellas gelandet war. In der Absicht, sich ein eigenes Herrschaftsgebiet zu erobern, besetzte Telesphoros mit seinen Getreuen die Akropolis von Elis, bemächtigte sich des olympischen Heiligtums und stahl aus dem Schatz des Zeustempels fünfzig Talente in Silber, um seine Söldner finanzieren zu können. Da die Schändung dieser heiligen Stätte sich negativ auf das Ansehen des Antigonos in Griechenland auswirken konnte, marschierte umgehend Ptolemaios auf den Peloponnes, von dem Telesphoros schnell geschlagen und gefangen genommen wurde. Ptolemaios erstattete den Tempelschatz zurück, wofür dem Antigonos eine Statue im olympischen Heiligtum aufgestellt wurde.
Die Spur des Telesphoros verliert sich danach. Helmut Berve spekulierte, dass er mit einer später genannten gleichnamigen Person am Hof des Lysimachos in Thrakien identisch gewesen sein könnte. Dieser Telesphoros wurde von Lysimachos zum Tode verurteilt und den Löwen zum Fraß vorgeworfen, nachdem er sich abschätzig über eine musikalische Darbietung der Arsinoë II. geäußert hatte.